# Brno városi járás

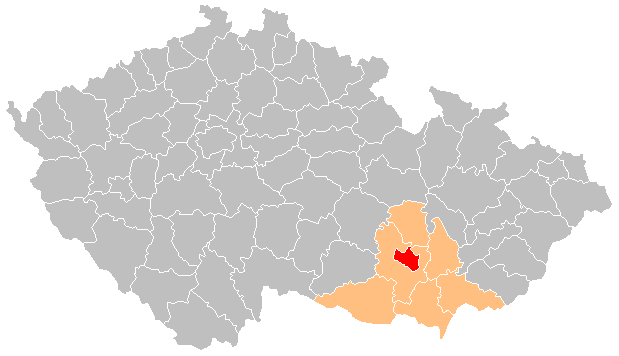
A Brno városi járás

A Brno városi járás  (csehül: Okres Brno-město) Csehország Dél-morvaországi kerületében (Jihomoravský kraj) elterülő hét közigazgatási egység egyike. Székhelye Brno. Lakosainak száma 405 337 fő (2009). Területe 230,22 km².

## Települései
- Brno

## Fordítás
- Ez a szócikk részben vagy egészben  a   Brno-City District című angol Wikipédia-szócikk ezen változatának fordításán alapul.  Az eredeti cikk szerkesztőit annak laptörténete sorolja fel. Ez a jelzés csupán a megfogalmazás eredetét és a szerzői jogokat jelzi, nem szolgál a cikkben szereplő információk forrásmegjelöléseként.
- Ez a szócikk részben vagy egészben  az   Okres Brno-město című cseh Wikipédia-szócikk ezen változatának fordításán alapul.  Az eredeti cikk szerkesztőit annak laptörténete sorolja fel. Ez a jelzés csupán a megfogalmazás eredetét és a szerzői jogokat jelzi, nem szolgál a cikkben szereplő információk forrásmegjelöléseként.